# Freakeys
Freakeys é um álbum de metal progressivo instrumental da banda homônima criado pelo tecladista Fábio Laguna e lançado em 2006.
Ele é comparado ao projeto Liquid Tension Experiment não só pelo estilo musical semelhante, mas por ser também um quarteto composto por três membros de uma mesma banda e um membro de fora. No caso do Liquid Tension Experiment, o grupo era composto por três membros do Dream Theater (o baterista Mike Portnoy, o guitarrista John Petrucci e o tecladista Jordan Rudess (que, no início das atividades do grupo, ainda não era membro do Dream Theater) e um membro que não fazia parte da banda (o baixista Tony Levin). No caso do Freakeys, há três membros do Hangar e um de fora (o baixista Felipe Andreoli). Da mesma forma, há três membros do Angra e um de fora (o guitarrista Eduardo Martinez).
Aquiles Priester foi baterista do Angra de 2000 a 2008, quando passou a se dedicar totalmente ao Hangar. Fábio Laguna, por sua vez, gravou três discos com o Angra como músico convidado, participando de suas respectivas turnês. Finalmente, Felipe Andreoli é o único que permanece no Angra em 2015, estando com o quinteto desde 2000).
Fábio Laguna usou um workstation Korg Triton Extreme, um sintetizador Alesis QS8.2 e um sintetizador Roland JV1000 nas gravações.

## Faixas
Todas as faixas compostas por Fábio Laguna. Arranjos por Aquiles Priester, Eduardo Martinez e Felipe Andreoli.
1. "One Cup, One Lighter, One Jack"
2. "Beetle Dance"
3. "The Dream Seller"
4. "Golden Bullet"
5. "Gallamawhat?!"
6. "Zoo Zoe"
7. "Freakeys"
8. "One More Coffee"
9. "Requiem Aeternam"
10. "Rucula 'N' Rum"

## Membros
- Fábio Laguna (Hangar, Angra) - Teclado
- Felipe Andreoli (Angra, Karma, Almah) - Baixo
- Eduardo Martinez (Hangar, Riffmaker, Lápide) - Guitarra
- Aquiles Priester (Hangar) - Bateria

### Pessoal técnico
- Mixado no Mr. Som Studio por Heros Trench, Fábio Laguna e Aquiles Priester em Março de 2006.
- Masterizado no House Of Audio Studios, Alemanha por Jürgen Lusky em Junho de 2006.
- Ensaios e pré-produção no VR Studios.
- Solo de guitarra acústica em "Golden Bullet" por Beto Costa.
- Arte da capa por Patrícia Tarasconi Priester.

## Páginas externas
- Entrevista com Fábio Laguna sobre o Freakeys